# Serdar Bilgili
 (octobre 2009).
Si vous disposez d'ouvrages ou d'articles de référence ou si vous connaissez des sites web de qualité traitant du thème abordé ici, merci de compléter l'article en donnant les références utiles à sa vérifiabilité et en les liant à la section « Notes et références ».
Serdar Bilgili (né en 1963 à Beşiktaş, Istanbul) est un homme d’affaires et il est aussi l’ancien président du Beşiktaş Jimnastik Kulübü entre 2000-2004
Sa famille est d’origine de Kahramanmaraş vivant à Istanbul. Il a étudié au Robert College. Il part aux États-Unis pour faire ces études en sections d’affaire à l’université de Redlans. Après avoir fini sa formation aux États-Unis, il part pour un an en 1983 à Vienne pour faire un stage aux Nations unies. Il retourne en Turquie en 1984 et entre dans le commerce du textile, la construction et le tourisme.
S’intéressant activement à la photographie Serdar Bilgili a ouvert jusqu'à présent deux expositions de photos aux États-Unis et deux en Turquie. Il parle l’anglais et l’allemand.

## Période à Besiktas
Serdar Bilgili a commencé sa carrière de dirigeant à Besiktas JK en 1992 au conseil d'administration. Sous la présidence de Süleyman Seba entre 1992-1998, il devient aussi secrétaire général et aussi porte parole du club. Aux élections de l’an 2000, il est élu président du club le 26 mars et son premier transfert fut l’entraineur italien Nevio Scala.
Au milieu de la saison 2003-2004, l’équipe de football perd 15 points et s’éloigne rapidement de la course. À la suite de ces événements négatifs il décide de démissionner.

### Les transferts réalisés
- les entraineurs
  - 2000 :  Nevio Scala
  - 2001 :  Christoph Daum
  - 2002 :  Mircea Lucescu

- les gardiens
  - 2001 :  Mattias Asper
  - 2001 :  Peter Kjær
  - 2002 :  Óscar Córdoba

- les défenseurs
  - 2000 :  Dmitri Khlestov
  - 2000 :  İbrahim Üzülmez
  - 2000 :  Ümit Bozkurt
  - 2000 :  Miroslav Karhan
  - 2001 :  Ahmet Yıldırım
  - 2001 :  Ronaldo Guiaro
  - 2002 :  Tolga Doğantez
  - 2002 :  Kaan Dobra
  - 2002 :  Antônio Carlos Zago

- les milieux de terrain
  - 2001 :  Zoubaier Baya
  - 2002 :  Amaral
  - 2002 :  Federico Giunti

- les attaquants

- - 2000 :  Pascal Nouma
  - 2001 :  İlhan Mansız
  - 2001 :  Tümer Metin
  - 2001 :  Sertan Eser
  - 2002 :  Marius Măldărășanu
  - 2002 :  Daniel Gabriel Pancu
  - 2002 :  Sergen Yalçın
  - 2002 :  Serdar Özkan
  - 2002 :  Arild Stavrum
  - 2003 :  Ahmed Hassan
  - 2003 :  Okan Koç
  - 2003 :  Adrian Ilie

## Sources
- (tr) Cet article est partiellement ou en totalité issu de l’article de Wikipédia en turc intitulé « Serdar Bilgili » (voir la liste des auteurs) (dernière visite le 8 octobre 2009).